# Valla och Gålby
Valla och Gålby is een plaats in de gemeente Kinda in het landschap Östergötland en de provincie Östergötlands län in Zweden. De plaats heeft 70 inwoners (2005) en een oppervlakte van 13 hectare.